# 南海カツマ
南海カツマ株式会社は、三重県津市に本社を置く建設コンサルタント会社。

## 沿革

### 南海コンサルタント
- 1954年（昭和29年） 7月1日 - 南海測量（大阪府堺市）創業。
- 1956年（昭和31年） 3月1日 - 株式会社組織に改め、社名を「南海測量株式会社」とする。
- 1971年（昭和46年）11月30日 - 建設コンサルタント登録。
- 1972年（昭和47年）11月29日 - 社名を「株式会社南海コンサルタント」と改める。
- 1993年（平成5年） 6月29日 - 補償コンサルタント登録。

### カツマコンサルタント
- 1960年（昭和35年） 3月1日 - 勝眞測量設計事務所（三重県熊野市）創業。
- 1964年（昭和39年） 3月11日 - 株式会社組織に改め、社名を「カツマ測量株式会社」とする。
- 1974年（昭和49年） 9月12日 - 建設コンサルタント登録。
- 1976年（昭和51年） 1月12日 - 社名を「株式会社カツマコンサルタント株式会社」と改める。
- 1976年（昭和51年） 11月1日 - 一級建築士事務所登録。
- 1984年（昭和59年）12月25日 - 補償コンサルタント登録。
- 1986年（昭和61年）12月25日 - 地質調査登録。

### 南海カツマ
- 1998年（平成10年）11月1日 - カツマコンサルタント株式会社が株式会社南海コンサルタントを吸収合併して南海カツマ株式会社となる。
- 2004年（平成16年）4月21日 - 本店を三重県熊野市から三重県津市に移転。

## 登録部門
- 登録番号  建(21)-1176[1]
- 河川・砂防及び海岸・海洋部門。
- 下水道部門。
- 鋼構造及びコンクリート部門。
- 港湾及び空港部門。
- 道路部門。
- 造園部門。
- 都市計画及び地方計画部門。
- 土質及び基礎部門。
- 建設環境部門。
- 農業土木部門。

## 他の営業または事業の種類
- 測量業　(13)-901[2]
- 地質調査業者登録　質19-1062　[3]
- 土壌汚染状況調査指定調査機関 環2003-2-220
- 土壌汚染状況調査指定調査機関 大阪府Ｈ15-1-154
- 一級建築士事務所 三重県知事　第1-489号
- 宅地建物取引業者 三重県知事　(5)第1911号